# Казацкер Декабрина Вольфівна
Декабрина Вольфівна Казацкер (1 грудня 1913, Дубоссари, Тираспольський повіт, Херсонська губернія — 18 серпня 1983, Кишинів)— радянська шахістка і шашистка. Перша чемпіонка Молдови з шашок та шахів.
1937 року стала першою чемпіонкою Молдавської АРСР і з шахів і з шашок. У 1949 році стала переможницею першого чемпіонату Молдавської РСР з шахів серед жінок, потім ставала чемпіонкою ще двічі — в 1951 і 1952 роках. Учасниця першого півфіналу командного чемпіонату СРСР (1948).
Народилася в Дубоссарах, де до війни завідувала піонерським клубом. Під час Німецько-радянської війни перебувала з батьками в евакуації в Джамбулі, де помер батько Вольф Мойсейович Казацкер (1881-1942); працювала вихователькою в яслах і дитячих садах.
Брат — ізраїльський літератор Іойна (Йона) Вольфович Казацкер, учасник Німецько-радянської війни, кавалер ордена Червоного Прапора, публікується головним чином під літературним псевдонімом Йонатан Росвел; перекладач з їдишу, редактор.